# Firma (album Dječaka)
Firma je treći studijski album hrvatskog hip-hop sastava Dječaci objavljen 8. svibnja 2015. godine. Žanrovski je hip hop i rap. Skladba Struja objavljena je kao singl 1. srpnja 2014.

## Popis pjesama
| Br. | Skladba          | Tekstopisac             | Trajanje |
| --- | ---------------- | ----------------------- | -------- |
| 1.  | »Brutalna besa«  | Zoni, Ivo Ivo, Vojko V. | 3:39     |
| 2.  | »Shopping«       | Zoni, Ivo Ivo, Vojko V. | 4:43     |
| 3.  | »Cmc«            | Zoni, Ivo Ivo, Vojko V. | 3:47     |
| 4.  | »Antonio«        | Antonio                 | 2:24     |
| 5.  | »Tračevi«        | Zoni, Ivo Ivo, Vojko V. | 3:34     |
| 6.  | »Funta«          | Zoni, Ivo Ivo, Vojko V. | 4:36     |
| 7.  | »Helikopter«     | Ivo Ivo, Vojko V.       | 1:03     |
| 8.  | »Bile starke«    | Zoni, Ivo Ivo, Vojko V. | 4:13     |
| 9.  | »Jel?«           |                         | 2:06     |
| 10. | »Struja«         | Zoni, Ivo Ivo, Vojko V. | 4:33     |
| 11. | »Slijepa Marija« | Ivo Ivo                 | 2:25     |
| 12. | »Program«        | Vojko V.                | 1:47     |
| 13. | »Mlada časna«    | Vojko V.                | 4:09     |
| 14. | »Smeće«          | Vojko V.                | 0:48     |
| 15. | »Maslačak«       | Zoni, Vojko V.          | 3:20     |
| 16. | »Yoko Ono«       | Vojko V.                | 2:53     |
| 17. | »Visoka nota«    | Zoni, Ivo Ivo           | 5:34     |
| 18. | »Gory Dolly«     | Zoni, Ivo Ivo, Vojko V. | 3:32     |
| 19. | »Ko bi reka«     | Zoni, Ivo Ivo, Vojko V. | 5:51     |

## Videospotovi
Snimljeni su spotovi za skladbe Cmc, Shopping, Bile starke i Struja.

## Postava
1. Vojko Vrućina ( vokali i glazba)
2. Ivo Sivo (vokali)
3. Zondo (vokali i glazba)